# 膠原線維性大腸炎

膠原線維性大腸炎（こうげんせんいせいだいちょうえん）とは、下痢を主体とする腸炎の一つ。医療関係では Collagenous colitis（コラゲナウス・コライティス）と使われる。

## 臨床像
主に、下痢を生じる場合が多い。